# 高摔

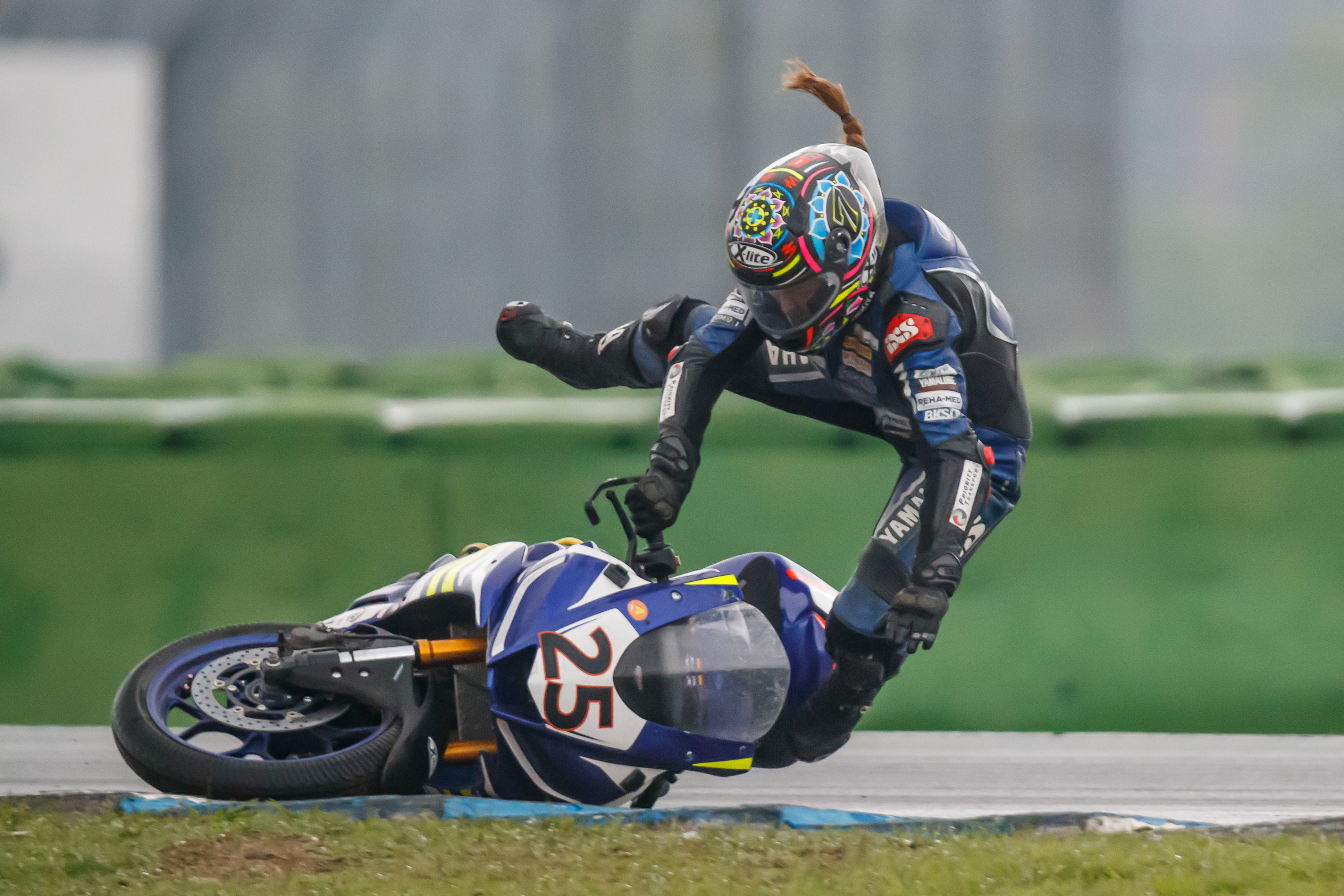
車手發生高摔一刻

高摔（英語：Highsider或High-side)是指當騎士過彎並摔車時，車身上部分先落地，因此稱為高摔（亦有指是由於騎士以高於車身較高處拋出而命名）。高摔的特性是，車手摔車的方向與過彎的方向並不相同。
基本原理
- 當摩托車過彎時，地面和輪胎之間的摩擦力會產生向心力(即轉彎需要的加速度)。這向心力會產生向外的力矩，令車身向外傾斜。為平衡這股力矩以達到過彎效果，摩托車必須向彎心傾斜，以產生反向力矩令摩托車過彎。[2]在高摔的情況，當騎士向心傾斜過彎時，後輪因某些原因失去牽引力打滑，並於一瞬間恢復牽引力，這牽引力會為摩托車產生一股向外且急劇的力矩，使車及騎士往離心方向拋，導致翻車。

一般導致後輪失去牽引力而打滑的原因有：
1.剎車過重令後輪抱死超出其摩擦極限。
2.不良的降檔技巧所產生的引擎制動過大。
3.出彎時油門的輸出過大。
4.過彎時，騎士透過將體重轉移至前輪產生過度轉向，使後輪打滑。
5.過彎速度過快導致輪胎側面超出其摩擦極限。
6.路面的摩擦面突然改變，如水、油或碎石等。
7.車體部分接觸到地面間接令輪胎打滑。
低摔及高摔的分別：除了傾斜的方向各有不同，低摔的過程是單向且連續的，直到摩托車摔倒在地面；高摔的過程則是急劇且呈轉向性，過程開始時摩托車先會短暫滑向一方，當恢復牽引力時便會迅速摔往另一方。
相比於低摔，高摔造成的傷害一般是更大的。由於高摔會使騎士高拋重摔至地面，因此會造成更嚴重的跌傷或骨折。高摔亦較有可能被追撞上來的車輛造成二次傷害。因此有建議指出，假設在兩種情形都不能避免的情況下，選擇低摔會相對安全一些。
1. ↑  Cottingham, Darren. . 2014-10-15  [2023-08-07]. （原始内容存档于2023-06-13）.
2. ↑  . 2020-01-01  [2023-08-07]. （原始内容存档于2023-08-07）.
3. ↑  . （原始内容使用|archiveurl=需要含有|url= (帮助)存档于2019-01-07）.